# مدیان(پسر ابراهیم)

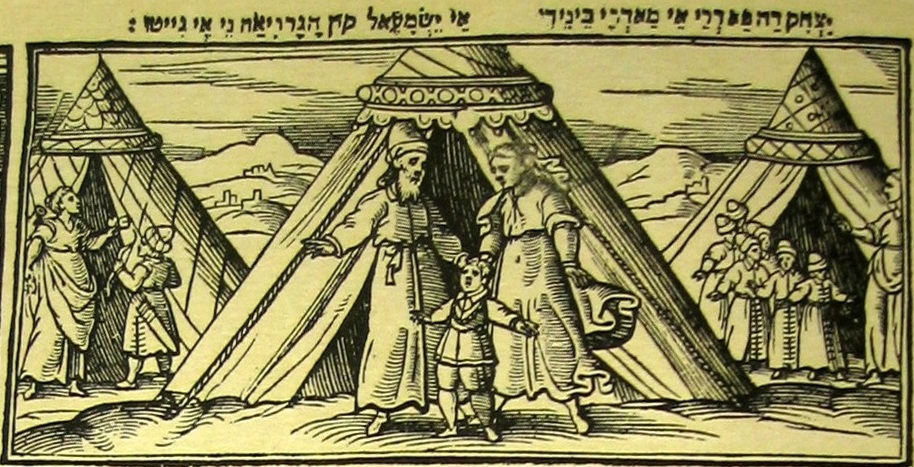
خانواده ابراهیم در نقاشی هاگادا. شش پسر ابراهیم دراین نقاشی هستند.

مدیان (به عبری: מִדְיָן) یا مدین از پسران ابراهیم و قطوره بود که شعیب را از نسل وی دانسته‌اند و برخی از مورخان معتقدند که مدیان با دختر لوط ازدواج کرده و برخی از مورخان ابن کثیر قبیله مدین را ازنسل آنها دانسته‌اند.